# Monreal (Spagna)
Monreal (o Elo in basco) è un comune spagnolo di 468 abitanti situato nella comunità autonoma della Navarra.